# Cot Bada Barat
Cot Bada Barat is een bestuurslaag in het regentschap Bireuen van de provincie Atjeh, Indonesië. Cot Bada Barat telt 882 inwoners (volkstelling 2010).